# Centro Deportivo Boris Trajkovski
El Centro Deportivo Boris Trajkovski (en macedonio: Спортски центар Борис Трајковски, Sportski centar Boris Trajkovski) es una arena de deportes bajo techo multi-funcional en la ciudad de Skopie. Se encuentra específicamente ubicado en el Municipio Karpoš, en Macedonia del Norte. Lleva el nombre del expresidente, Boris Trajkovski, fallecido en un accidente de avión en 2004. Cuenta con un aforo máximo de 6000 para el balonmano, 8000 para el baloncesto y 10 000 para conciertos. La arena es la sede del equipo nacional de baloncesto macedonio (hombres y mujeres), del equipo nacional de balonmano macedonio (hombres y mujeres) y del equipo de voleibol nacional macedonio (hombres y mujeres).